# Wagneriana vermiculata
Wagneriana vermiculata is een spinnensoort in de taxonomische indeling van de wielwebspinnen (Araneidae).
Het dier behoort tot het geslacht Wagneriana. De wetenschappelijke naam van de soort werd voor het eerst geldig gepubliceerd in 1949 door Cândido Firmino de Mello-Leitão.